# Ulrike Stanggassinger
Ulrike Stanggassinger (* 22. Februar 1968 in Berchtesgaden; † 1. Juli 2019 ebendort) war eine deutsche Skirennläuferin.
Stanggassinger gehörte von den späten 1980er Jahren bis 1994 dem Deutschen Skiverband an und war besonders in den Disziplinen Abfahrt und Super-G erfolgreich. Ihr bestes Ergebnis erzielte sie in der zweiten Abfahrt von Val-d’Isère am 5. Dezember 1987, als sie in einem Neuschneerennen hinter Chantal Bournissen und Marina Kiehl mit der Startnummer 50 den 3. Platz belegte. Am 5. Dezember 1988 wurde sie Abfahrts-Fünfte in Altenmarkt. Im gleichen Jahr hatte sie bei den Olympischen Spielen in Calgary den neunten Platz in der Kombination errungen. 1992 war sie Deutsche Meisterin im Super-G. Bei den Alpinen Skiweltmeisterschaften in Morioka 1993 belegte sie in der Abfahrt den 6. Rang.